# Eva Viehmann
Eva Viehmann, nascida Mierendorff (1980) é uma matemática alemã, que trabalha com geometria algébrica aritmética.
É membro da Academia Leopoldina.
Para 2018 está convidada como palestrante do Congresso Internacional de Matemáticos no Rio de Janeiro.

## Publicações selecionadas
- The dimension of some affine Deligne-Lusztig varieties, Annales Scientifiques de l'Ecole Normale Supérieure, Volume 39, 2006. p. 513–526. Arxiv
- Moduli spaces of p-divisible groups, Journal of Algebraic Geometry, Volume 17, 2008, p. 341–374, Arxiv
- Connected components of closed affine Deligne-Lusztig varieties, Mathematische Annalen, Volume 340, 2008. p. 315–333. Arxiv
- com Urs Hartl: The Newton stratification on deformations of local G-shtukas, Journal für die reine und angewandte Mathematik (Crelle's Journal), Volume 656, 2011. p. 87–129. Arxiv
- com Robert Kottwitz: Generalized affine Springer fibers, Journal of the Institute of Mathematics of Jussieu, Volume 11, 2012, p. 569–609, Arxiv
- com U. Hartl: Foliations in deformation spaces of local G-shtukas, Advances in Mathematics, Volume 229, 2012, p. 54–78. Arxiv
- Newton strata in the loop group of a reductive group, American Journal of Mathematics, Volume 135, 2013, p. 499–518, Arxiv
- com Torsten Wedhorn: Ekedahl-Oort and Newton strata for Shimura varieties of PEL type. Math. Ann. 356 (2013), no. 4, 1493–1550. Arxiv
- Truncations of level 1 of elements in the loop group of a reductive group, Annals of Mathematics, Volume 179, 2014, p. 1009–1040, Arxiv
- com M. Rapoport: Towards a theory of local Shimura varieties, Münster Journal of Mathematics, Volume 7, 2014 (On the occasion of P. Schneider's 60th birthday), p. 273–326, Arxiv
- com Miaofen Chen, Mark Kisin: Connected components of affine Deligne-Lusztig varieties in mixed characteristic, Compositio Mathematica, Volume 151, 2015, p. 1697–1762, Arxiv
- On the geometry of the Newton stratification, Arxiv 2015